# 道の駅みょうぎ

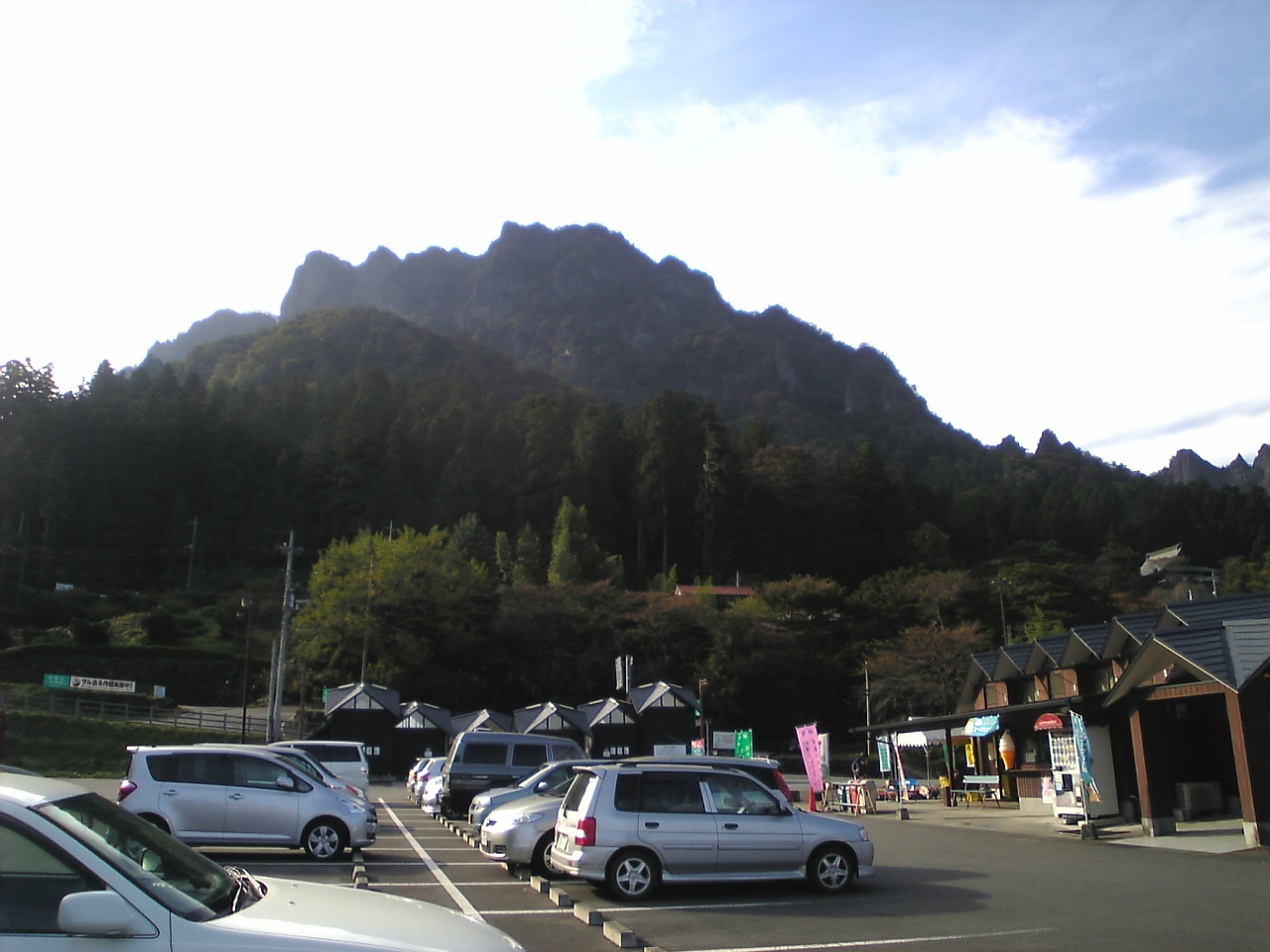
道の駅みょうぎから見る妙義山

道の駅みょうぎ（みちのえき みょうぎ）は、群馬県富岡市にある群馬県道196号上小坂四ツ家妙義線の道の駅である。

## 施設
- 駐車場（小型99台、大型5台、障害者用3台）
- トイレ（男4、女4、身体障害者用1）
- 公衆電話
- みょうぎ物産センター
  - 特産品販売所
  - 食堂

## 休館日
- 第3月曜日（4・5・10・11月は無休）
- 12月26日 - 12月31日

## 道路
- 群馬県道196号上小坂四ツ家妙義線

## 周辺

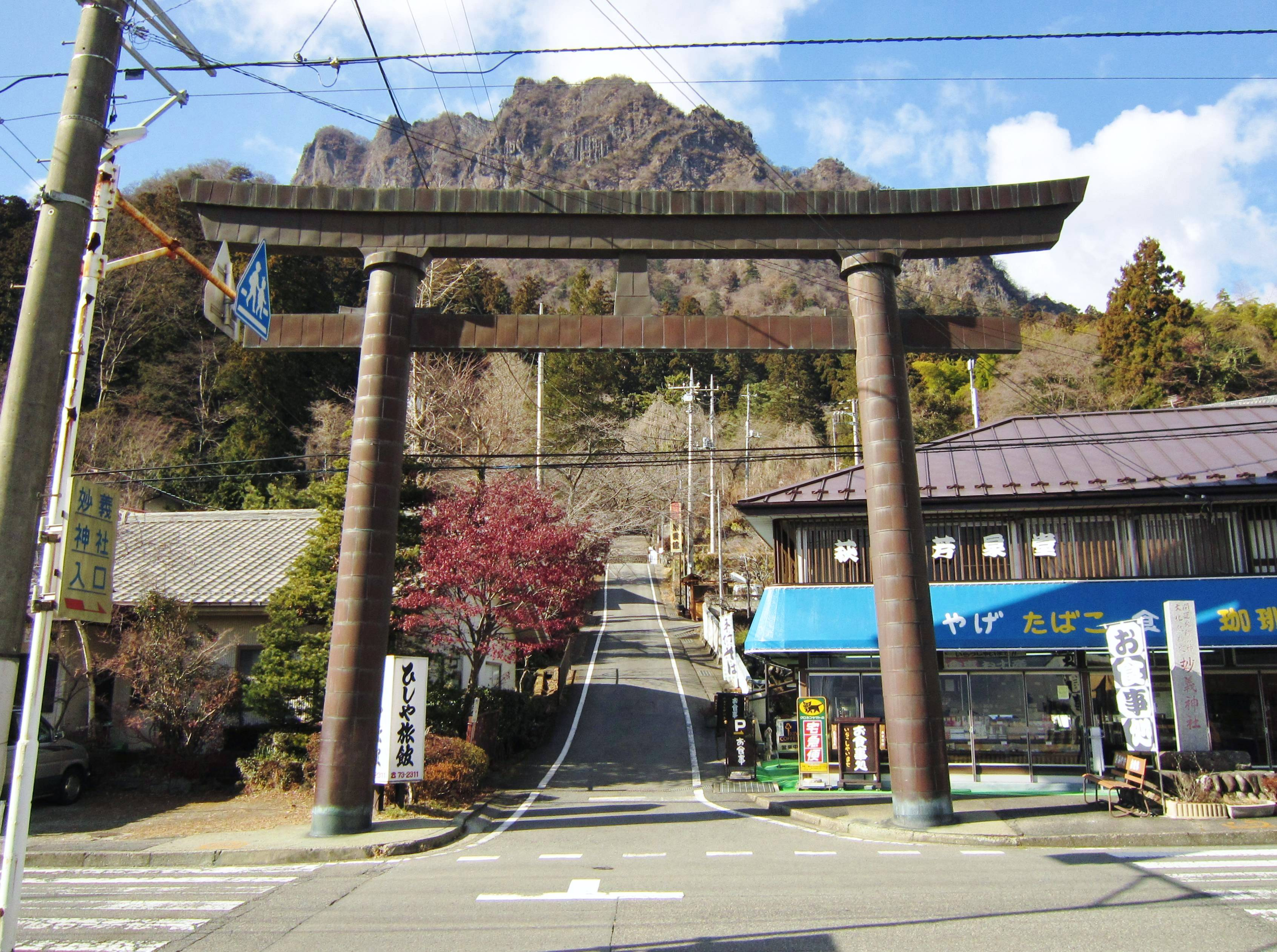
妙義神社

- 妙義山
- 妙義神社

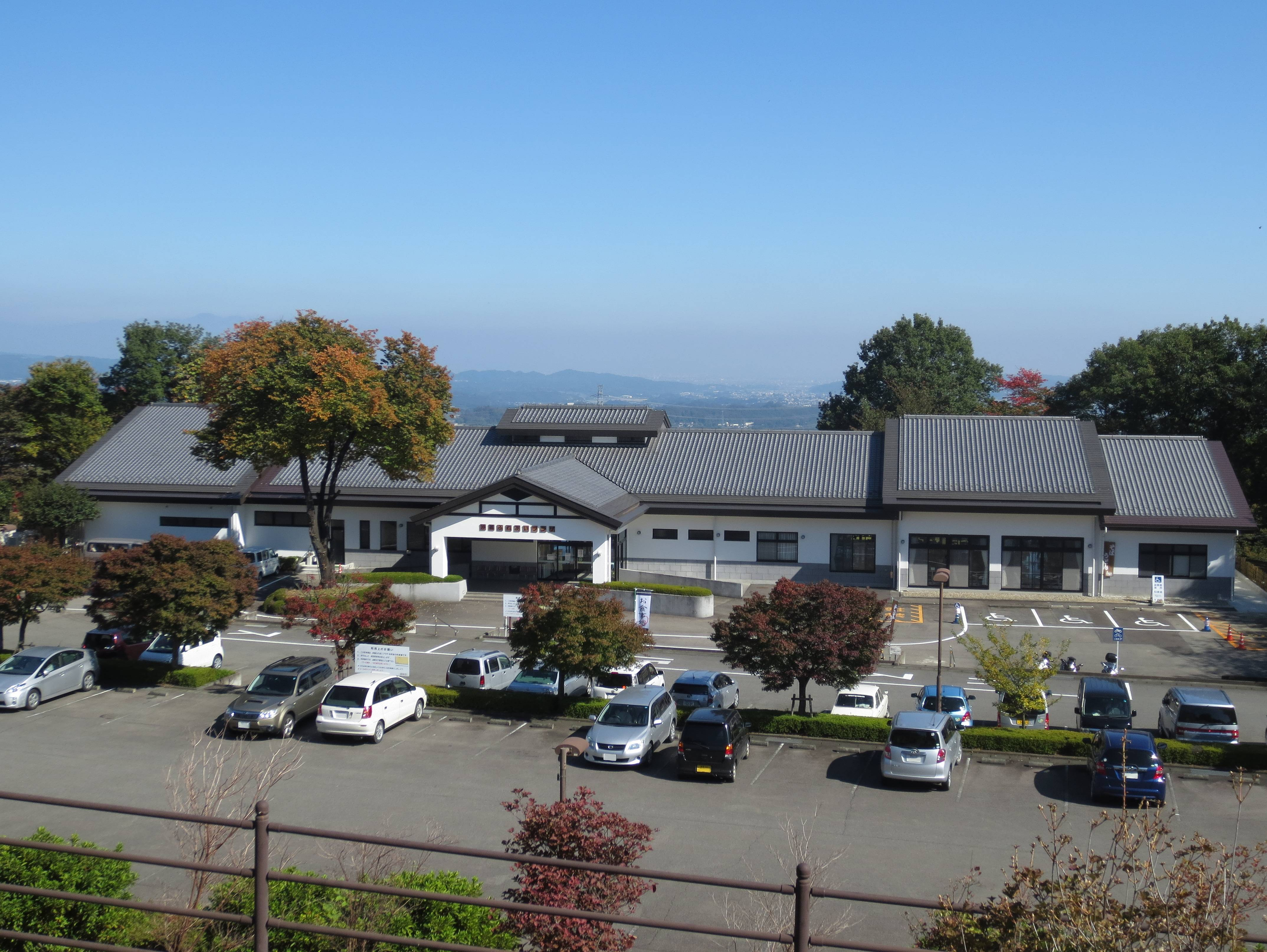
妙義ふれあいプラザ妙義温泉もみじの湯
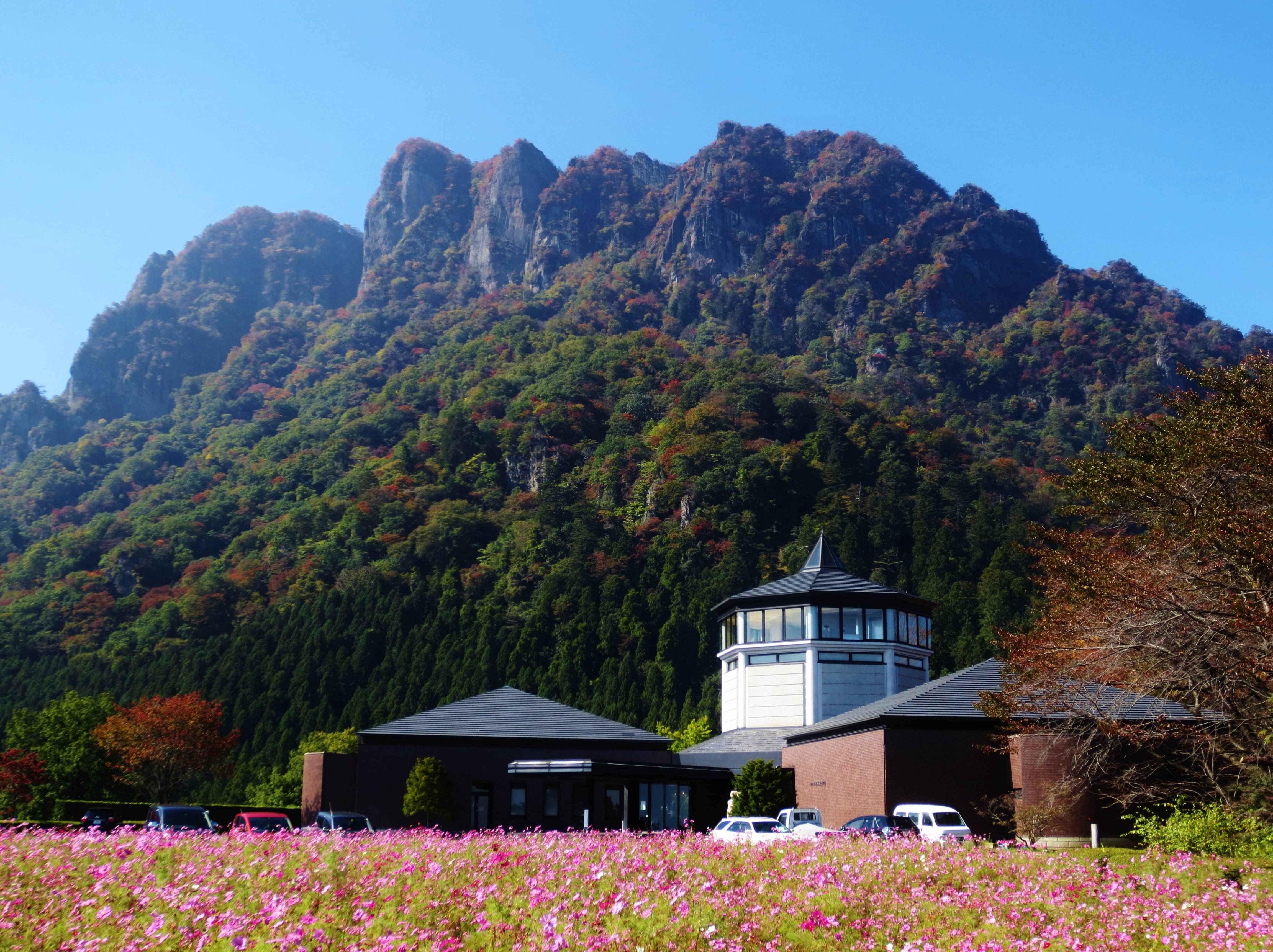
富岡市立妙義ふるさと美術館
- 高田川
- 群馬県道51号松井田下仁田線
- 群馬県道191号妙義山線
- 群馬県道213号磯部停車場妙義山線
- 上信越自動車道松井田妙義インターチェンジ

- もみじの湯
- 妙義ふるさと美術館